# فيلار دي أولالا
بلدية فيلار دي أولالا (بالإسبانية: Villar de Olalla)‏، هي إحدى بلديات مقاطعة قونكة إحدى مقاطعات إسبانيا، و التي تقع في منطقة قشتالة لا منتشا وسط البلاد, و المائلة لجهة الشرق من إسبانيا.
يبلغ عدد سكانها 1.123 نسمة وفقاً لإحصائية سنة (2007).